# Gruschewka (Kaliningrad, Gussew)
Gruschewka (russisch Грушевка, deutsch Wilkoschen, 1938 bis 1945: Wolfseck) ist ein verlassener Ort im Rajon Gussew der russischen Oblast Kaliningrad.
Die Ortsstelle befindet sich etwa drei Kilometer südlich vom Ortszentrum der Stadt Gussew (Gumbinnen). Zu erreichen ist sie über Zufahrtsstraßen von der einen Kilometer westlich verlaufenden Regionalstraße 27A-025 (ex R 508) am 2018 fertiggestellten Gaskraftwerk Majakowskaja (Leistung 160 MW) entlang. Vor 1945 führte die nicht mehr vorhandene Bahnstrecke Gumbinnen–Goldap unmittelbar am Ort vorbei.

## Geschichte
Wil(l)koschen war um 1780 ein meliertes Dorf. Um 1820 wurde das Dorf weiterhin als meliert bezeichnet. 1874 wurde die Landgemeinde Wilkoschen namensgebend für einen neu gebildeten Amtsbezirk im Kreis Gumbinnen. Der Ort hatte eine einklassige Schule und eine Ziegelei mit Gleisanschluss an die Bahnstrecke. Zu Wilkoschen gehörte auch ein Vorwerk, das sich einen Kilometer nordöstlich jenseits der Bahnstrecke befand. 1938 wurde Wilkoschen in Wolfseck umbenannt.
1945 kam der Ort in Folge des Zweiten Weltkrieges mit dem nördlichen Ostpreußen zur Sowjetunion. 1950 erhielt er den russischen Namen Gruschewka und wurde dem Dorfsowjet Lipowski selski Sowet im Rajon Gussew zugeordnet. Gruschewka wurde vor 1975 aus dem Ortsregister gestrichen.

### Einwohnerentwicklung
| Jahr | Einwohner | Bemerkungen         |
| ---- | --------- | ------------------- |
| 1867 | 135       |                     |
| 1871 | 158       |                     |
| 1885 | 133       |                     |
| 1905 | 206       | Davon im Vorwerk 21 |
| 1910 | 245       |                     |
| 1933 | 172       |                     |
| 1939 | 128       |                     |

### Amtsbezirk Wilkoschen (Wolfseck) 1874–1945
Der Amtsbezirk Wilkoschen wurde 1874 im Kreis Gumbinnen eingerichtet. Er bestand zunächst aus 13 Landgemeinden (LG) und zwei Gutsbezirken (GB).
| Name              | Änderungsname von 1938 | Russischer Name nach 1945 | Bemerkungen                                         |
| ----------------- | ---------------------- | ------------------------- | --------------------------------------------------- |
| Dauginten (LG)    |                        |                           |                                                     |
| Gertschen (LG)    | Gertenau               | Jarowoje                  |                                                     |
| Kailen            |                        |                           |                                                     |
| Kallnen (LG)      | Bismarkshöh            |                           |                                                     |
| Kuttkuhnen (LG)   | Eggenhof               | Baluiskoje                |                                                     |
| Lutzicken (LG)    | Lutzen                 | Roschtschino              |                                                     |
| Naujeningken (LG) | Neuhufen               |                           |                                                     |
| Plicken (GB)      |                        |                           | 1928 zur LG Szameitschen                            |
| Skardupchen (LG)  | Kleinweiler            |                           |                                                     |
| Stulgen (LG)      | Hasenrode              | Noworetschje              | Stulgen wurde 1938 zunächst in Querkau umbenannt    |
| Szameitschen (LG) | Samfelde               |                           | 1936–1938: Schameitschen                            |
| Thuren (LG)       | Turen                  | Marejewka                 |                                                     |
| Wilken (GB)       |                        | Pugatschowo               | auch Groß Wilken genannt, kam 1928 zur LG Dauginten |
| Wilken (LG)       |                        |                           | auch Klein Wilken genannt, kam 1893 zum GB Wilken   |
| Wilkoschen (LG)   | Wolfseck               | Gruschewka                |                                                     |

1935 wurden die Landgemeinden in Gemeinden umbenannt. 1938 oder 1939 wurde der Amtsbezirk in Wolfseck umbenannt. Im Januar 1945 umfasste der Amtsbezirk Wolfseck die zwölf Gemeinden Bismarckshöh, Dauginten, Eggenhof, Gertenau, Hasenrode, Kailen, Kleinweiler, Lutzen, Neuhufen, Samfelde, Turen und Wolfseck. Davon ist nur noch das ehemalige Gertschen/Gertenau bewohnt.

## Kirche
Wilkoschen/Wolfseck gehörte zum evangelischen Kirchspiel Gumbinnen-Altstadt.

## Söhne und Töchter des Ortes
- Hermann Sinnhuber (1878–1961), deutscher Ingenieur